# Mikroregion Conceição do Araguaia

Mikroregion Conceição do Araguaia

Mikroregion Conceição do Araguaia – mikroregion w brazylijskim stanie Pará należący do mezoregionu Sudeste Paraense. Ma powierzchnię 31.325,2 km²

## Gminy
- Conceição do Araguaia
- Floresta do Araguaia
- Santa Maria das Barreiras
- Santana do Araguaia